# 崖州 (散州)
崖州，中国北宋时设置的散州。
开宝五年（972年），废除海南岛北部的崖州合并入琼州，改振州置新的崖州，治所在宁远县（今海南省三亚市西北崖州区），属广南西路。辖境有今海南省三亚市及保亭、乐东两县部分地。熙宁六年（1073年）降为朱崖军，政和七年（1117年）改为吉阳军。明朝洪武元年（1368年）又升为崖州。清朝光绪三十一年（1905年）由散州升为崖州直隶州。1912年废为崖县。 